# Боровитин, Алексей Алексеевич
Алексей Алексеевич Боровитин (14 февраля 1954, г. Киров) — советский прыгун с трамплина, двукратный бронзовый призёр чемпионатов мира, заслуженный мастер спорта.

## Спортивная карьера
- Двукратный бронзовый призёр чемпионатов мира 1974 и 1978 годов в прыжках на лыжах с трамплина (К70).
- Участник Зимних Олимпийских игр 1976 (15 место) и 1980 (21 место).
- 4 место на Чемпионате мира по полётам на лыжах (1977).
- Победитель «Холменкольненских игр» (1977) и дважды — «Лахтинских игр».
- Семикратный чемпион СССР (1977, 1979, 1980, 1984) на различных трамплинах.

## Биография
В июне 2012 года Алексей Боровитин возглавил женскую сборную России по прыжкам на лыжах с трамплина.